# Minna Haapkylä

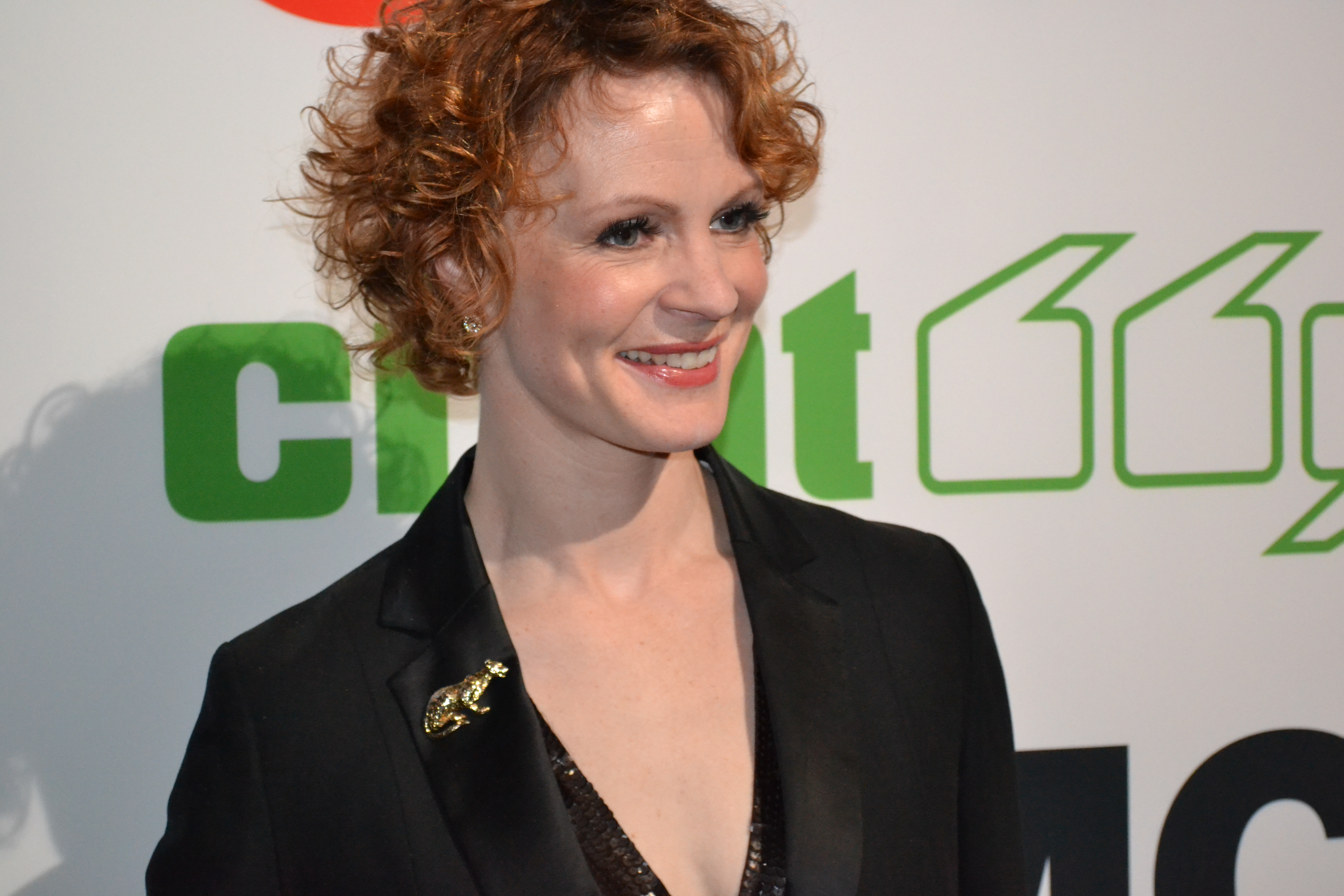
Minna Haapkylä (2013)

Minna-Maria Erika Haapkylä (* 10. Juni 1973 in Helsinki, Finnland) ist eine finnische Schauspielerin.

## Leben
Minna Haapkylä besuchte eine finnisch-französische Schule in ihrer Heimatstadt Helsinki. Gemeinsam mit Maija Vilkkumaa und Isa-Eerika Lehto spielte sie von 1990 bis 1995 als Bassistin in der Band Tarharyhmä. Noch während dieser Zeit absolvierte sie von 1993 bis 1997 erfolgreich ein Schauspielstudium an der Theaterakademie Helsinki. Zwei Jahre davon, von 1994 bis 1996, studierte sie in Paris am Conservatoire national supérieur d’art dramatique.
Ihr erstes festes Schauspielengagement fand sie von 1998 bis 1999 am Finnischen Nationaltheater. Auf der Leinwand debütierte sie bereits 1994 in einer kleinen Rolle in dem finnischen Fernsehfilm Marja. Seitdem konnte sie sich als Schauspielerin sowohl für Fernseh- als auch für Filmproduktionen etablieren. So spielte sie unter anderem in französischen Filmen wie Selon Charlie und Die Schlange mit. Für den finnischen Nationalfilmpreis Jussi wurde sie bisher fünf Mal nominiert, wobei sie für ihre Darstellung der Kirsi-Mari Aarniala in Veikko Aaltonens Drama Rakkaudella, Maire im Jahr 2000 ihre erste Auszeichnung als Beste Nebendarstellerin erhielt. Für ihre Interpretation der finnischen Spionin Kerttu Nuorteva in Jörn Donners Kriegsdrama  Kuulustelu wurde sie im Jahr 2010 als Beste Hauptdarstellerin ausgezeichnet.
Haapkylä war von 2002 bis 2014 mit dem Schauspieler Hannu-Pekka Björkman verheiratet. Beide haben zwei gemeinsame Söhne. Aktuell ist sie mit der Schauspielerin Joanna Haartti liiert.

## Filmografie (Auswahl)
- 1994: Marja
- 1999: Rakkaudella, Maire
- 2004: Das Babyprojekt – Producing Adults (Lapsia ja aikuisia – Kuinka niitä tehdään?)
- 2005: FC Venus – Fußball ist Frauensache (FC Venus)
- 2006: Selon Charlie
- 2006: Die Schlange (Le Serpent)
- 2007: Raja 1918
- 2007: Wunder einer Winternacht – Die Weihnachtsgeschichte (Joulutarina)
- 2009: Kuulustelu
- 2010: Bessere Zeiten (Svinalängorna)
- 2020: Deadwind (Karppi, Fernsehserie, drei Folgen)